# Фонодокументознавство
Фонодокументознавство — напрям аудіовізуального документознавства, об'єктом вивчення якого є фонодокументи (аудіодокументи), що відбивають
дійсність у специфічній звуковій формі. Фонодокументи належать до новітніх історичних джерел і посідають окреме місце серед документальних пам'яток завдяки способу фіксації інформації, формі її передачі, носієві інформації та організації користування ними. Предметом фонодокументознавства є вивчення походження та функціонування фоноджерел, їхньої форми, змісту, типології; розроблення прийомів і методів їхнього використання в історичних дослідженнях.

## Історія звукозапису
Витоки фонодокументознавства тісно пов'язані з виникненням першої системи звукозапису. 1877 американський інженер-винахідник Т.-А.Едісон уперше прослухав надиктований ним на валик фонографа дитячий вірш.
Паралельно в різних країнах розроблялись інші способи фіксації звуку за допомогою механічної дії на носій. Зокрема, інженер Е.Берлінер здійснив на практиці запис звуку на цинковий диск. Так 1888 був винайдений грамофон. Уже 1907 з'явився «грамофон нового покоління» — патефон — за назвою французької фірми «Pathé», де працював його винахідник Г.Кеммлер.
Ця розробка стала значним етапом в історії звукозапису.
Майже одночасно з фонографом данський фізик В.Паульсен 1898 розробив систему магнітного запису звуку. Запит на цей винахід з'явився лише в 1930-х рр. після появи порошкової магнітної плівки, електричних підсилювачів, які зумовили винайдення магнітофона. Популярні до 1980-х рр. вінілові платівки поступово витіснилися більш зручними компакт-касетами виробництва фірми «Philips». Згадані системи фіксації й відтворення звуку отримали назву аналогових. Наступним кроком стало винайдення технології перетворення аналогового звуку в цифровий, і останні десятиріччя в галузі техніки проходять під знаком цифрових технологій.

## Фоноархіви
Перші спроби створити зібрання фонодокументів датовано кінцем 19 ст. Так, 1899 у Відні було засновано Архів для зберігання етнографічних звукозаписів, який став першим у світі офіційним звуковим архівом. Згодом фоноархіви з'явилися в Берліні (Німеччина; 1900), Санкт-Петербурзі (1908), Цюриху (Швейцарія; 1909). В Україні головною спеціалізованою установою, яка зберігає фонодокументи, є Центральний державний кінофотофоноархів України імені Г. С. Пшеничного. Іншими вітчизняними осередками, в яких зосереджені фоноджерела, є державні архіви областей, архіви АР Крим, м. Севастополь, Національна бібліотека України імені В. І. Вернадського, Інститут мистецтвознавства, фольклористики та етнології імені М. Т. Рильського НАН України, Національна радіокомпанія України та ін.

## Цифрові бібліотеки
Епоха мережі Інтернет і «цифрова революція» сприяли появі низки міжнародних та національних проектів з формування і представлення
електронних колекцій із залученням оцифрованих фонодокументів — Європейської цифрової бібліотеки (The European Library), Світової цифрової бібліотеки (World Digital Library), Нац.
електронної б-ки у США, Цифрової бібліотеки у Великій Британії, цифрової бібліотеки «Gallica» у Франції та ін.

## Місце фонодокументів
Тривалий час, протягом 1-ї половини 20 ст., фонодокументи розглядалися в контексті праць публіцистичного характеру, присвячених переважно проблемам радіомовлення. Уперше місце фонодокументів у складі Державного архівного фонду СРСР визначив професор К.Мітяєв у посібнику «Теория и практика архивного дела» (1946), навівши серед інших документів Державного архівного фонду «матриці грамофонних платівок і матеріали звукозаписів».
На кінець 1950-х рр. накопичений радянськими архівістами практичний досвід роботи з фонодокументами зумовив появу теоретичних статей і навчальних посібників (С.Плєшакова, А.Кузіна), які окреслювали архівознавчі проблеми фонодокументів. Систематична й послідовна розробка джерелознавчих питань розпочалася на початку 1960-х рр. У курсах джерелознавства історії СРСР М.Тихомирова, М.Черноморського, М.Варшавчика, В.Стрельського фонодокументи були виділені з-поміж інших видів джерел, здійснювалися перші спроби їхньої класифікації. Аналогічним питанням, а також прийомам і методам використання та аналізу фонодокументів присвячені праці І.Фесуненка, І.Кунтікова, Л.Кривошеїна, Л.Пушкарьова, І.Рошаля.
Показником розвитку й тісного взаємозв'язку джерелознавчого та архівознавчого вивчення фонодокументів у 1970—80-х рр. є дослідження Л.Розанової, І.Міроничевої, А.Філіппова, в яких знайшли висвітлення питання теорії та методики експертизи цінності фонодокументів, їхньої класифікації, технічних умов зберігання, розроблення засобів інтелектуального доступу до фонодокументів та користування ними.
На поч. 1990-х рр. уперше у вітчизняній історіографії фонодокументалістику проголошено конституйованою спеціальною історичною
дисципліною, розвиток якої завершився заміною терміна «фонодокументалістика» більш точним поняттям «фонодокументознавство». Сьогодні фонодокументознавство розглядається як окремий напрям аудіовізуального документознавства.
Незважаючи на те, що ще в 1960—80-х рр. фонодокументи були визнані як самостійний об'єкт дослідження, вони, на жаль, поки що залишаються поза увагою сучасних українських дослідників. Єдиною в новітній українській історіографії дослідницею, хто вивчає джерелознавчі аспекти фонодокументів, є Л.Маркітан. Натомість теоретико-прикладні аспекти дослідження фонодокументів активно розглядаються в науковій діяльності провідних російських фахівців Л.Кобелькової, В.Коляди, В.Магідова та ін.
Потужним генератором багатьох сучасних наукових проектів щодо фонодокументів є Міжнародна асоціація звукових і аудіовізуальних
архівів (International Association of Sound and Audiovisual Archives, IASA). Результати діяльності цієї неурядової організації знайшли відображення у двох засадничих документах: «Рекомендації з виробництва і зберігання цифрових аудіодокументів» (2004) та «Зберігання звукової спадщини: етичні аспекти, принципи і стратегії» (2005).

## Класифікація фонодокументів
Важливим питанням у дослідженні фонодокументів є їхня класифікація.
За способом відображення дійсності фонодокументи належать до звукових джерел.
За формою записаної інформації їх поділяють на: офіційні (інформаційне радіомовлення), творчі (радіопередачі) і фонодокументи особистого походження (створені або зібрані колекціонерами та ін.). За змістом відображення дійсності серед фонодокументів виділяють: подієві фонозаписи, фоноінтерв'ю і фономемуари.
За технікою фіксації й відтворення інформації у фонодокументах виділяють наступні підвиди: механічний звукозапис (воскові валики, грамофонні платівки, шоринофони — на поч. 20 ст.), оптичний звукозапис, магнітний (на дроті — у 1-й пол. 20 ст., на магнітній плівці — у 2-й пол. 20 ст.), цифровий звукозапис.
Наведені класифікаційні схеми фонодокументів дають можливість більш повно здійснити їх джерелознавчу критику. Відображаючи звуковий вимір подій, фонодокументи допомагають відтворити їхній смисловий зміст і супровідний акустичний фон, завдяки якому можна визначити місце події, психологічний стан учасників, реакцію аудиторії на виступ (репліки, аплодисменти) тощо.

## Джерелознавча критика
Аудіодокументи з вичерпною повнотою фіксують людську мову, передають її зміст, інтонаційні характеристики, а також найтонші нюанси, які надають мові виразності, емоційності й часто свідчать про ставлення до сказаного самого мовця більше, ніж про це можна дізнатися, прочитавши текст виступу. Тому методика джерелознавчої критики фонодокумента повинна включати як аналіз змісту усного викладу події, так і ретельне вивчення акустичного фону документа.
Першоджерелом фонодокумента вважається перший за часом звукозапис з урахуванням наявності систем запису звукової інформації.
Час і місце звукозапису можуть збігатися з моментом події, а можуть бути розділені, якщо подія знаходить відображення в інтерв'ю, спогадах свідків і учасників, зафіксованих на носій інформації вже після самої події.
На відміну від кіно- та фотодокументів, авторами яких є кінооператор, кінорежисер чи фотокореспондент, справжнім автором фонодокумента є той, хто дає безпосередню інформацію про подію (мовець). Ініціатива ж фонорепортера виявляється лише у виборі осіб, учасників подій.
Фонодокументознавство об'єктивно сприяє формуванню джерельної бази історичних досліджень, долучаючись до царин джерелознавства, архівознавства та археографії. На міждисциплінарному рівні воно пов'язане з економічними науками, філософією, естетикою, мистецтвознавством, журналістикою, інформатикою
й інформаційними технологіями та ін.